# Komorze (województwo wielkopolskie)
Komorze (dawn. Komorze pod Nowem Miastem, następnie Komorze Nowomiejskie) – wieś w Polsce położona w województwie wielkopolskim, w powiecie średzkim, w gminie Nowe Miasto nad Wartą.
W latach 1975–1998 miejscowość administracyjnie należała do województwa poznańskiego.
W 1833 zmarł tu ksiądz Claude-Antoine Pochard